# Mauricio Mulder
Claude Maurice Mulder Bedoya (Lima, 8 de junho de 1956), é um advogado, jornalista e político peruano. Foi congressista da república pelos períodos 2001-2006, 2006-2011, 2011-2016 e 2016-2019.

## Biografia
Nascido em Lima em 1956, é filho de Rosa María Bedoya Rivera e Charles Mulder Eymann. Seu tio paterno Frederic Mulder foi fundador e director de Química Suíça e a farmacêutica Quicorp.
Realizou seus estudos de primária e secundária no Colégio Pestalozzi, em Lima. Ingressou à Pontifícia Universidade Católica do Peru, em onde se graduou em direito em 1982. Incorporou-se ao Partido Aprista Peruano aos 17 anos, integrando ao Comando Universitário Aprista. Foi Presidente do Centro Federado de Estudantes de Direito em 1977. Como dirigente estudantil, foi muito próximo a Víctor Raúl Haya de la Torre.

## Carreira Parlamentar
Depois da queda do regime fujimorista, conseguiu ingressar ao Parlamento Nacional como congressista, cargo que ocupou até a dissolução do congresso em 2019.
Sempre sob o Partido Aprista Peruano e representando a Lima, tem sido reeleito nos períodos entre 2006, 2011 e 2016. Ao 2021, irá cumprir 20 anos no Congresso. Depois da dissolução do Congresso decretado pelo presidente Vizcarra seu cargo congresal chegou a seu fim o 30 de setembro de 2019.

## Serviço congresal
| Cargos públicos | Cargos públicos | Cargos públicos | Cargos públicos | Cargos públicos     | Cargos públicos        |
| Cargo           | Ramo            | Circunscrição   | Eleito          | Início do período   | Fim do período         |
| --------------- | --------------- | --------------- | --------------- | ------------------- | ---------------------- |
| Congressista    | Legislativo     | Lima            | 2001            | 27 de julho de 2001 | 26 de julho de 2006    |
| Congressista    | Legislativo     | Lima            | 2006            | 27 de julho de 2006 | 26 de julho de 2011    |
| Congressista    | Legislativo     | Lima            | 2011            | 27 de julho de 2011 | 26 de julho de 2016    |
| Congressista    | Legislativo     | Lima            | 2016            | 27 de julho de 2016 | 30 de setembro de 2019 |